# Ozyptila ankarensis
Ozyptila ankarensis es una especie de araña cangrejo del género Ozyptila, familia Thomisidae.

## Distribución
Esta especie se encuentra en Turquía.